# Ɩ́
Cette page contient des caractères spéciaux ou non latins. S’ils s’affichent mal (▯, ?, etc.), consultez la page d’aide Unicode.
Ɩ́ (minuscule : ɩ́), appelé iota accent aigu, est un graphème utilisé dans l’écriture de l’abidji, de l’akaselem, du dagara du Nord, du foodo, du goo, du gouro, du kaansa, du kassem, du lokpa, du nkonya, du nuni, du puguli, du sissala, du tafi, du tem, du toura et du winyé. Il s’agit de la lettre iota diacritée d'un accent aigu.

## Représentations informatiques
Le iota accent aigu peut être représenté avec les caractères Unicode suivants (latin étendu B, Alphabet phonétique international, diacritiques),, :
| formes    | représentations | chaînes de caractères | points de code | descriptions                                         |
| --------- | --------------- | --------------------- | -------------- | ---------------------------------------------------- |
| capitale  | Ɩ́               | Ɩ◌́                    | U+0196 U+0301  | lettre majuscule latine iota diacritique accent aigu |
| minuscule | ɩ́               | ɩ◌́                    | U+0269 U+0301  | lettre minuscule latine iota diacritique accent aigu |